# Unió d'Associacions de Futbol Àrabs
La Unió d'Associacions de Futbol Àrabs (UAFA) o Federació Àrab de Futbol (àrab: الاتحاد العربي لكرة القدم, al-Ittiḥād al-ʿArabī li-Kurat al-Qadam; francès: Union des associations de football arabe) és l'òrgan de govern del futbol de la Lliga Àrab.
El 15 de gener de 1974 es va celebrar la conferència fundacional a Trípoli amb l'assistència de les delegacions de catorze països àrabs.
El 1976, en assemblea general celebrada a Damasc, la UAFA va decidir traslladar la seu a Riad, la capital de l'Aràbia Saudita.
A 2019, la UAFA compta amb vint-i-dos països àrabs. Dotze són membres de la Confederació Asiàtica de Futbol (AFC) i deu ho són de la Confederació Africana de Futbol (CAF). Tots ells són membres integrants de la Federació Internacional de Futbol Associació (FIFA).
La UAFA es va constituir per fomentar, enfortir, desenvolupar el futbol als països àrabs i organitzar competicions de totes les categories incloent el futbol sala, el futbol femení i el futbol platja. La màxima competició és la Lliga de Campions que la disputen els clubs campions de les lligues futbolístiques del món àrab. Va ser creada l'any 1982 amb el nom de Copa de clubs campions àrabs. L'any 2001 es va fusionar amb la Recopa aràbiga de futbol per formar el Torneig Príncep Faysal bin Fahad per a clubs àrabs, però des de la temporada 2003-2004 es coneix amb el nom actual de Lliga de Campions.

## Membres de la UAFA
| Pais                | Federació                                                  | Confederació | Afiliació |
| ------------------- | ---------------------------------------------------------- | ------------ | --------- |
| Algèria             | Federació Algeriana de Futbol                              | CAF          | 1974      |
| Bahrain             | Associació de Futbol de Bahrain                            | AFC          | 1976      |
| Comores             | Federació de Futbol de les Comores                         | CAF          | 2003      |
| Djibouti            | Federació Djiboutiana de Futbol                            | CAF          | 1998      |
| Egipte              | Associació Egípcia de Futbol                               | CAF          | 1974      |
| Iraq                | Associació Iraquiana de Futbol                             | AFC          | 1974      |
| Jordània            | Associació de Futbol de Jordània                           | AFC          | 1974      |
| Kuwait              | Associació de Futbol de Kuwait                             | AFC          | 1976      |
| Líban               | Associació Libanesa de Futbol                              | AFC          | 1978      |
| Líbia               | Federació Líbia de Futbol                                  | CAF          | 1974      |
| Mauritània          | Federació de Futbol de la República Islàmica de Mauritània | CAF          | 1989      |
| Marroc              | Reial Federació Marroquina de Futbol                       | CAF          | 1976      |
| Oman                | Associació de Futbol d'Oman                                | AFC          | 1978      |
| Palestina           | Associació Palestina de Futbol                             | AFC          | 1974      |
| Qatar               | Associació de Futbol de Qatar                              | AFC          | 1976      |
| Aràbia Saudita      | Federació de Futbol de l'Aràbia Saudita                    | AFC          | 1974      |
| Somàlia             | Federació Somali de Futbol                                 | CAF          | 1974      |
| Sudan               | Associació de Futbol del Sudan                             | CAF          | 1978      |
| Síria               | Associació Siriana de Futbol                               | AFC          | 1974      |
| Tunísia             | Federació Tunisiana de Futbol                              | CAF          | 1976      |
| Emirats Àrabs Units | Associació de Futbol dels Emirats Àrabs Units              | AFC          | 1974      |
| Iemen               | Associació de Futbol del Iemen                             | AFC          | 1978      |